# Vibe (album)
Pour les articles homonymes, voir Vibe.
Albums de Franglish
Monsieur
(2019) Glish
(2022)
Vibe est le deuxième album de Franglish sorti le 9 juillet 2021.
Une réédition de l'album est sortie le 25 mars 2022 avec 8 nouveaux titres.

## Liste des pistes
| 1.  | Glish VS Glish               | Franglish               | Trent 700, Sam H, Shaz          | 1:38 |
| 2.  | Nuit blanche                 | Franglish               | Nyadjiko                        | 3:19 |
| 3.  | Bonnie & Clyde               | Franglish               | MKL                             | 3:29 |
| 4.  | Baby Mama                    | Franglish               | DJ Erise, Latimer, Léo Brousset | 2:49 |
| 5.  | Est/Ouest (avec Fally Ipupa) | Franglish, Fally Ipupa  | Nyadjiko                        | 2:34 |
| 6.  | Slide (avec Hamza)           | Franglish, Hamza        | Nyadjiko, Takeshi-San           | 2:59 |
| 7.  | Shatta                       | Franglish               | StillNaS                        | 3:18 |
| 8.  | Motema                       | Franglish               | Chris Motems                    | 3:09 |
| 9.  | Baila (avec M. Pokora)       | Franglish, M. Pokora    | MKL                             | 3:20 |
| 10. | Sans moi (avec Aya Nakamura) | Franglish, Aya Nakamura | DJ Erise, Latimer, Léo Brousset | 2:39 |
| 11. | Peur d'aimer                 | Franglish               | Boumidjal                       | 3:34 |
| 12. | Nous (avec MV)               | Franglish, MV           | StillNaS                        | 3:46 |
| 13. | Tonight                      | Franglish               | Nyadjiko                        | 3:17 |
| 14. | Okay (avec Tyga)             | Franglish, Tyga         | StillNaS                        | 2:28 |
| 15. | Benzo                        | Franglish               | Boumidjal                       | 2:59 |
| 16. | Fuck You                     | Franglish               | Dallas                          | 3:12 |
| 17. | Fin de nous                  | Franglish               | Nyadjiko                        | 2:58 |

| 18. | Louis Baby               | Franglish           | Noxious                  | 3:15 |
| 19. | Wifey                    | Franglish           | Seysey                   | 3:31 |
| 20. | Dis-le moi               | Franglish           | Young Bouba, Tendry      | 3:06 |
| 21. | Big Drip (avec Gazo)     | Franglish, Gazo     | Takeshi-San, Young Bouba | 3:20 |
| 22. | Fuego                    | Franglish           | Young Bouba, Tendry      | 2:28 |
| 23. | La calle (avec Koba LaD) | Franglish, Koba LaD | Boumidjal, Takeshi-San   | 3:15 |
| 24. | Trophée                  | Franglish           | StillNaS                 | 3:27 |
| 25. | Outro                    | Franglish           | MKL                      | 1:53 |

## Clips vidéos
- Bonnie & Clyde : 18 février 2021
- Baby Mama : 21 mai 2021
- Sans moi (avec Aya Nakamura) : 17 août 2021
- Peur d'aimer : 27 septembre 2021
- Wifey : 14 février 2022
- La calle (avec Koba LaD) : 25 mars 2022

## Titres certifiés en France
- Sans moi (avec Aya Nakamura)  Or[2]
- Baby Mama  Or[3]

## Certifications et classements

### Classements
| Classement (2021-2022)       | Meilleure position |
| ---------------------------- | ------------------ |
| Belgique (Wallonie Ultratop) | 14                 |
| Belgique (Flandre Ultratop)  | 176                |
| France (SNEP)                | 3                  |
| Suisse (Schweizer Hitparade) | 40                 |

### Certifications et ventes
| Région        | Certification | Ventes/Streams |
| ------------- | ------------- | -------------- |
| France (SNEP) | Or            | 50 000         |